# 金濱站
金濱站（日语：／ Kanehama eki */?）是東日本旅客鐵道（JR東日本）八戶線沿線的鐵路車站，位於青森縣八戶市大字金濱字金濱。

## 車站結構

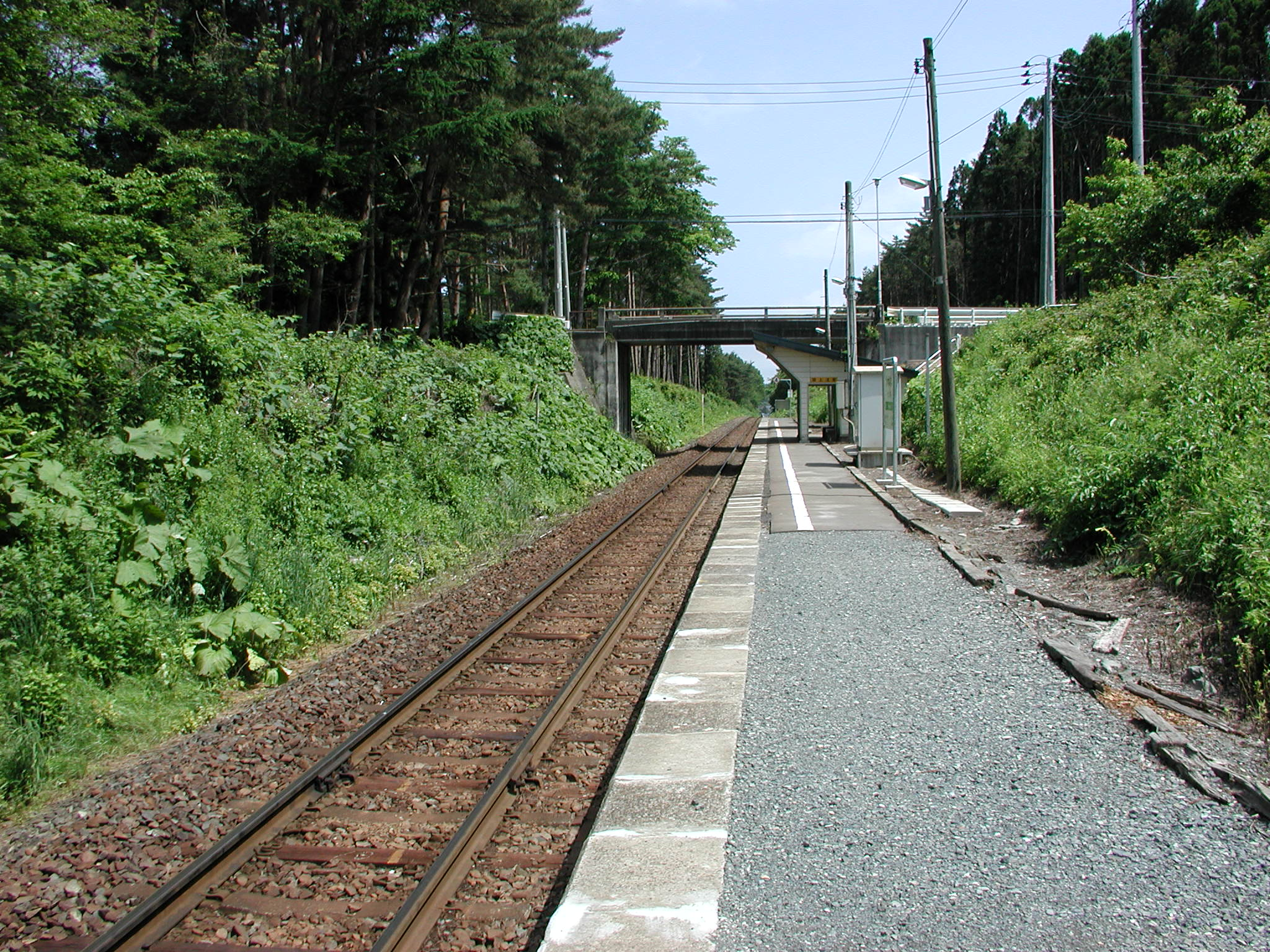
月台(2008年6月)

本站是無人站，月台採側式月台1面1線設計，站內有在山丘上以削坡工程挖掘的斷面供鐵路線通過。

## 車站周邊
本站周邊皆為小型村落。附近的道路為國道45號（道之驛橋上附近）。

## 历史
- 1956年（昭和31年）12月10日－本站開業。
- 1987年（昭和62年）4月1日－國鐵分割民營化，本站由JR東日本接手管理。

## 相鄰車站
東日本旅客鐵道
■八戶線
大久喜－金濱－大蛇

## 外部連結
- JR東日本－金濱站 （页面存档备份，存于）（日語）